# トニー・ギルロイ
トニー・ギルロイ（Tony Gilroy, 1956年9月11日 - ）は、アメリカ合衆国の脚本家、映画監督。

## 略歴
ニューヨーク市マンハッタン出身。父親はピューリツァー賞を受賞したことのある劇作家および脚本家のフランク・D・ギルロイ。1992年公開の『冬の恋人たち』で脚本家デビュー。2007年公開の『フィクサー』で監督デビューを果たし、第80回アカデミー賞監督賞及び脚本賞にノミネートされた。

## フィルモグラフィ

### 映画
- 冬の恋人たち The Cutting Edge (1992年）- 脚本
- ウソつきは結婚のはじまり! For Better and for Worse (1993年）- 脚本
- 黙秘 Dolores Claiborne (1995年）- 脚本
- ボディ・バンク Extreme Measures (1996年）- 脚本
- ディアボロス/悪魔の扉 The Devil's Advocate (1997年）- 脚本
- アルマゲドン Armageddon（1998年）- 脚本協力
- ワイルド・チェイス Bait (2000年）- 脚本・製作総指揮
- プルーフ・オブ・ライフ Proof of Life (2000年）- 脚本・製作総指揮
- ボーンシリーズ（2002年-2012年）
  - ボーン・アイデンティティー The Bourne Identity (2002年）- 脚本
  - ボーン・スプレマシー The Bourne Supremacy (2004年）- 脚本
  - ボーン・アルティメイタム The Bourne Ultimatum (2007年）- 原案・脚本
  - ボーン・レガシー The Bourne Legacy (2012年）- 監督・原案・脚本
- 冬の恋人たち2 The Cutting Edge: Going for the Gold（2006年）- キャラクター創造
- フィクサー Michael Clayton (2007年）- 監督・脚本
- デュプリシティ 〜スパイは、スパイに嘘をつく〜 Duplicity (2009年）- 監督・脚本
- 消されたヘッドライン State of Play (2009年）- 脚本
- ナイトクローラー Nightcrawler（2014年）- 製作
- グレートウォール The Great Wall (2016年）- 脚本
- ローグ・ワン/スター・ウォーズ・ストーリー Rogue One: A Star Wars Story (2016年）-  脚本/再撮影・ポストプロダクション監修
- ベイルート Beirut（2018年）- 脚本・製作

### シリーズ
- ハウス・オブ・カード 野望の階段 House of Cards（2016年）- コンサルティングプロデューサー
- キャシアン・アンドー  Andor (2022年）- 原案・脚本・製作総指揮